# Deanna Durbin
Deanna Durbin, egentligen Edna Mae Durbin, född 4 december 1921 i Winnipeg i Manitoba, död 17 april 2013 i Paris i Frankrike, var en kanadensisk-amerikansk skådespelare och sångerska.

## Biografi
Durbin filmdebuterade som 14-åring i kortfilmen Every Sunday 1936 tillsammans med den ett år yngre Judy Garland. Därefter fick hon kontrakt med filmbolaget Universal. Hon slog direkt an hos publiken som nykomling med sin charm och vackra sångröst. Filmen Three Smart Girls blev årets mest framgångsrika film för filmbolaget 1936. Inkomsterna från nästföljande film, One Hundred Men and a Girl, anses ha räddat hela Universal från att gå i konkurs. Vid denna tidpunkt var hon den högst betalda kvinnliga filmstjärnan i världen, och 1940 tjänade hon 400 000 dollar per film.
1939 fick hon en speciell "Ungdoms-Oscar" tillsammans med Mickey Rooney "för deras betydelsefulla bidrag att personifiera ungdomlig anda på filmduken". 1941 (med svensk premiär 1942) var det kontrastrikt hur hon spelade mot åldrande Charles Laughton i "Det började med Eva".
Efter filmen For the Love of Mary drog hon sig tillbaka, bara 27 år gammal. Därefter tackade hon nej till alla erbjudna roller och hon gav inga intervjuer. Durbin bosatte sig sedermera i Frankrike, där hon avled 2013.

## Utmärkelser
Asteroiden 4389 Durbin är uppkallad efter henne.

## Filmografi
- Every Sunday (1936)
- Flickorna gör slag i saken (1936; Three Smart Girls)
- 100 man och en flicka (1937; One Hundred Men and a Girl)
- Full i sjutton (1938; Mad About Music)
- Första svärmeriet (1938; That Certain Age)
- Envis som synden (1939; Three Smart Girls Grow Up)
- Eld och lågor (1939; First Love)
- En 7-sjungande flicka (1940; It's a Date)
- Vårparaden (1940; Spring Parade)
- Härligt men farligt (1941; Nice Girl?)
- Det började med Eva (1941; It Started with Eve)
- Synda på nåden (1943; The Amazing Mrs. Holliday)
- Din för alltid (1943; Hers to Hold)
- Hon som kom köksvägen (1943; His Butler's Sister)
- Att älska så... (1944; Christmas Holiday)
- Med list och lust (1944; Can't Help Singing)
- Jag ger mig aldrig! (1945; Lady on a Train)
- För hans skull (1946; Because of Him)
- Du och ingen annan (1947; I'll Be Yours)
- En flicka med melodi (1947; Something in the Wind)
- Up in Central Park (1948)
- For the Love of Mary (1949)

## Sånger sjungna av Deanna Durbin
| - A Heart That`s Free (från "100 man och en flicka") - Alice Blue Gown - Alleluia (från "100 man och en flicka") - Always (från "Att älska så...") - Adeste Fideles (O Come All Ye Faithful) - Amapola (från "Eld och lågor") - Annie Laurie - Any Moment Now (från "Med list och lust") - Ave Maria (från "Full i sjutton") - Ave Maria (från "En 7-sjungande flicka") - Be A Good Scout (från "Första svärmeriet") - Because (från "Envis som synden") - Begin the Beguine (från "Din för alltid") - Beneath the Lights of Home (från "Härligt men farligt") - Brahms' Lullaby (från "Du och ingen annan") - Brindisi (Libiamo ne' lieti calici) (från "100 man och en flicka") - Californ-I-Ay - Can't Help Singing (från "Med list och lust") - Can't Help Singing (Deanna Durbin & Robert Paige) (från "Med list och lust") - Carmena Waltz - Chapel Bells (från "Full i sjutton") - Cielito Lindo (Beautiful Heaven) - Ciribiribin - Danny Boy (från "För hans skull") - Embrace Me - Every Sunday (tillsammans med Judy Garland) - Filles de Cadiz (The Maids of Cadiz)" (från "Första svärmeriet") - Gimme a Little Kiss, Will Ya, Huh? (från "Jag ger mig aldrig!") - God Bless America - Goin' Home (från "Det började med Eva") - Goodbye (från "För hans skull") - Granada (från "Du och ingen annan") - Home! Sweet Home! (från "Eld och lågor") - Il Bacio (The Kiss) (från "Flickorna gör slag i saken") - I'll Follow My Sweet Heart - I'll Take You Home Again Kathleen (från "For The Love Of Mary") - I'll See You In My Dreams | - I Love to Whistle (från "Full i sjutton") - (I'm) Happy Go Lucky and Free (från "En flicka med melodi") - (I'm) Happy Go Lucky and Free (från "En flicka med melodi") (Deanna Durbin & Donald O'Connor) - In the Spirit of the Moment (från "Hon som kom köksvägen") - Italian Street Song - It's a Big, Wide, Wonderful World (från "For The Love Of Mary") - It`s Dreamtime" (från "Du och ingen annan") - It's Foolish But It's Fun (från "Vårparaden") - It's Only Love" (från "En flicka med melodi") - It's Raining Sunbeams (från "100 man och en flicka") - Invitation To The Dance (från "Envis som synden") - Je Veux Vivre (från "Första svärmeriet") - Kiss Me Again - La Estrellita (Little Star) - Largo Al Factotum" [från "For The Love Of Mary"] - Loch Lomond (från "En 7-sjungande flicka") - Love At Last (från "Härligt men farligt") - Love Is All (från "En 7-sjungande flicka") - Lover (från "För hans skull") - Love's Old Sweet Song - Make Believe - Molly Malone - More and More (från "Med list och lust") - More And More/Can't Help Singing (från "Med list och lust") - Musetta's Waltz (från "En 7-sjungande flicka") - My Heart Is Singing (från "Envis som synden") - My Hero - My Own (från "Första svärmeriet") - Nessun Dorma (från "Hon som kom köksvägen") - Never in a Million Years/Make Believe - Night and Day (från "Jag ger mig aldrig!") - O Come All Ye Faithful - Old Folks at Home (från "Härligt men farligt") - On Moonlight Bay (från "For The Love Of Mary") - One Fine Day (från "Eld och lågor") - One Night Of Love | - Pace, Pace, Mio Dio (La forza del destino) (från "Up In Central Park") - Pale Hands I Loved (Kashmiri Song) (från "Din för alltid") - Perhaps" (från "Härligt men farligt") - Poor Butterfly - Russian Medley (från "Hon som kom köksvägen") - Sari Waltz (Love's Own Sweet Song) (från "Du och ingen annan") - Say a Pray'r for the Boys Over There (från "Din för alltid") - Seal It With a Kiss - Seguidilla (från "Din för alltid") - Serenade to the Stars (från "Full i sjutton") - Silent Night (från "Jag ger mig aldrig!") - Someone to Care for Me (från "Flickorna gör slag i saken") - Something in the Wind (från "En flicka med melodi") - Spring in My Heart (från "Eld och lågor") - Spring Will Be A Little Late This Year (från "Att älska så...") - Swanee - Old Folks At Home (från "Härligt men farligt") - Summertime - Sweetheart - Thank You America (från "Härligt men farligt") - The Blue Danube (från "Vårparaden") - The Last Rose of Summer (från "Envis som synden") - The Old Refrain (från "Synda på nåden") - The Prince - The Turntable Song (från "En flicka med melodi") - There`ll Always Be An England (från "Härligt men farligt") - Two Guitars (från "Hon som kom köksvägen") - Two Hearts - Un bel di vedremo (från "Eld och lågor") - Viennese Waltz (från "For The Love Of Mary") - Vissi d'arte (från "Synda på nåden") - Waltzing in the Clouds (från "Vårparaden") - When April Sings (från "Vårparaden") - When I Sing (från "Det började med Eva") - When The Roses Bloom Again - When You`re Away (från "Hon som kom köksvägen") - You Wanna Keep Your Baby Looking Nice, Don't You (från "En flicka med melodi") - You`re As Pretty As A Picture (från "Första svärmeriet") |